# Shadowood
Shadowood az Amerikai Egyesült Államok Oregon államának Clackamas megyéjében elhelyezkedő önkormányzat nélküli település.
A 64 lakóépület egy névtelen patak két partján helyezkedik el. A vezetékes vízszolgáltatás 1922-ben épült ki és 1924-től működik.
Az 1920-as években kialakított Shadow Wood Parkban eredetile Arts and Crafts-stílusú faházak voltak.

## Fordítás
- Ez a szócikk részben vagy egészben  a   Shadowood, Oregon című angol Wikipédia-szócikk ezen változatának fordításán alapul.  Az eredeti cikk szerkesztőit annak laptörténete sorolja fel. Ez a jelzés csupán a megfogalmazás eredetét és a szerzői jogokat jelzi, nem szolgál a cikkben szereplő információk forrásmegjelöléseként.